# (54509) YORP
(54509) YORP – planetoida o orbicie zbliżonej do orbity Ziemi, należąca do grupy Apolla.

## Odkrycie
Planetoida ta została odkryta 3 sierpnia 2000 roku w programie LINEAR.
Nazwa planetoidy pochodzi od efektu YORP, zjawiska zmiany prędkości rotacji małych planetoid pod wpływem promieniowania słonecznego. Przed nadaniem nazwy planetoida nosiła oznaczenie tymczasowe (54509) 2000 PH5.

## Orbita
(54509) YORP krąży wokół Słońca w średniej odległości 1,006 j.a. po orbicie o mimośrodzie 0,23 w czasie nieco dłuższym niż rok. Płaszczyzna orbity tej planetoidy nachylona jest pod kątem 1,6° do ekliptyki.
Jest to obiekt koorbitalny na orbicie Ziemi.

## Właściwości fizyczne
Jest to obiekt niewielki (150×128×93 m), o nieregularnym kształcie. Jego jasność absolutna to 22,6m. Jeden obrót wokół własnej osi zajmuje mu 12 minut i 10 sekund. Na podstawie badań prowadzonych w latach 2001-2005 przez zespół pracujący pod kierunkiem Stephena Lowry'ego z Uniwersytetu Królewskiego w Belfaście stwierdzono, że planetoida zmniejsza swój czas obrotu wokół osi o jedną milisekundę rocznie, zgodnie z przewidywaniami zakładanymi przez oddziaływanie efektu YORP dla tego ciała. Wpływ efektu YORP na ruch planetoid jest niewielki, jednak ten i podobne efekty stopniowo zmieniają orbity planetoid.